# Supercopa da Inglaterra de 2025
A Supercopa da Inglaterra de 2025 ou FA Community Shield de 2025 foi a 103ª edição da Supercopa da Inglaterra, uma partida anual de futebol disputada pelos vencedores da Premier League e da Copa da Inglaterra da temporada anterior. Foi disputada no Estádio de Wembley, em Londres, em 10 de agosto de 2025, e contou com a presença do Liverpool, campeão da Premier League de 2024–25, e do Crystal Palace, campeão da Copa da Inglaterra de 2024–25.
O Crystal Palace venceu o Liverpool por 3–2 nos pênaltis após um empate por 2–2 no tempo regulamentar, conquistando seu primeiro título da Supercopa da Inglaterra.

## Contexto
Liverpool e Crystal Palace se classificaram para a Supercopa da Inglaterra de 2025 como vencedores da Premier League de 2024–25 e da Copa da Inglaterra de 2024–25, respectivamente. Foi o 67º encontro entre os dois times e a primeira aparição do Crystal Palace em uma partida da Supercopa da Inglaterra, após conquistarem seu primeiro grande troféu ao vencer a Copa da Inglaterra. O Liverpool já participou de 24 partidas da Supercopa da Inglaterra, conquistando 16 títulos (compartilhando cinco deles), e aparecendo mais recentemente na edição de 2022, onde derrotou o Manchester City por 3–1 no King Power Stadium.

## Partida

### Resumo
O Liverpool abriu o placar logo aos 4 minutos, quando Hugo Ekitike marcou um gol rasteiro no canto direito. O Crystal Palace empatou aos 17 minutos, com um pênalti de Jean-Philippe Mateta, marcado após uma falta na área de Virgil van Dijk. Jeremie Frimpong restabeleceu a vantagem do Liverpool aos 21 minutos com um chute cruzado da direita que entrou na rede, mas o Crystal Palace empatou novamente aos 77 minutos, quando Ismaïla Sarr converteu da direita, dentro do poste, após um passe incisivo.
Com o placar empatado em 2–2 no final do jogo, a partida foi para os pênaltis. O goleiro do Crystal Palace, Dean Henderson, defendeu os chutes de Alexis Mac Allister e Harvey Elliott, após Mohamed Salah errar o alvo com um chute por cima do travessão. Justin Devenny converteu o pênalti da vitória, garantindo o triunfo do Crystal Palace por 3–2 nos pênaltis, garantindo seu primeiro título da Supercopa da Inglaterra em sua estreia na competição.

### Detalhes
| 10 de agosto de 2025 | Crystal Palace               | 2–2       | Liverpool                 | Wembley, Londres                                     |
| 15:00 (UTC+1)        | Mateta 17' (pen.) · Sarr 77' | Relatório | 4' Ekitike · 21' Frimpong | Público: 82 645 Árbitro: Chris Kavanagh (Manchester) |

|                              |     | Penalidades                                 |  |
| Mateta Eze Sarr Sosa Devenny | 3–2 | Salah Mac Allister Gakpo Elliott Szoboszlai |  |